# تشن فينغ
تشن فينغ هو لاعب تنس الطاولة صيني، ولد في 24 مارس 1994 في خبي في الصين.

## وصلات خارجية
- تشن فينغ على موقع أوليمبيديا (الإنجليزية)
- تشن فينغ على موقع اللجنة الأولمبية السنغافورية (الإنجليزية)